# Viktor Šklovski
Viktor Borisovič Šklovski, ruski (sovjetski) pisatelj, literarni zgodovinar, kritik, * 24. januar 1893, Sankt Peterburg † 5. december 1984, Moskva.

## Življenje
Mladost je preživel v Sankt Peterburgu. Zaradi slabega uspeha je bil izključen iz šole, vendar je vseeno končal nižjo gimnazijo. V gimnaziji je objavljal v reviji Vesna. Na zgodovinsko-filološkem oddelku univerze v Sankt Peterburgu je poslušal predavanja Ignacija Kračkovskega in Baudouina de Courtenayja.
Jeseni 1914 je kot prostovoljec odšel v vojsko, leta 1915 se je vrnil v Petrograd, kjer je služil v šoli za častnika-inštruktorja za oklepna orožja. V tem obdobju je s skupino somišljenikov (Jakobinski, Polimanov, O. M. Brik) pripravil prvi in drugi zvezek  Zbornika teorije pesniškega jezika (1916, 1917), v katerem je objavil članka O poezii i zaumnom jazyke ter Iskusstvo kak priem. Postal je eden izmed ustanoviteljev OPOJAZa (Obščestvo izučenija POètičeskogo JAZyka — Društvo za preučevanje pesniškega jezika). OPOJAZ je skupaj z moskovskim  lingvističnim  krožkom akter ruskega formalizma.  
Aktivno je sodeloval v februarski revoluciji, bil je v odboru Petrograjske rezerve oklepnih enot, kot njen predstavnik je sodeloval pri delu v Petrograjskem svetu. 3. julija 1917 je bil poslan na jugozahodno fronto kot pomočnik komisarja začasne vlade. Osebno je vodil napad na enega izmed polkov, bil  je ranjen in odlikovan. L. G. Kornilov mu je podelil Križ svetega Jurija 4. razreda. Po ozdravitvi je bil kot pomočnik komisarja začasne vlade poslan v  prvi kavkaški  konjeniški korpus v Perziji, kjer je organiziral evakuacijo ruskih čet, z njimi se je v Petrograd vrnil v začetku leta 1918. V Sankt Peterburgu je deloval v umetniško-zgodovinski komisiji Zimskega dvorca in aktivno sodeloval v zaroti antiboljševikov. Po odkritju zarote je bil prisiljen zapustiti Sankt Peterburg in odpotovati v Saratov, kjer se je skrival  v psihiatrični bolnišnici in delal načrte za Teorijo proze. Odpotoval je v Kijev in v četrti avtomobilski oklepni diviziji sodeloval pri neuspešnem poskusu strmoglavljenja  hetmana Paula Skoropadskega. Na željo znanca, ki ga je prepričal, da dostavi veliko količino denarja v Sankt Peterburgu, je prišel do  Moskve, kjer ga je prepoznal agent ČEKE, zato je, da bi se rešil aretacije, skočil iz vlaka. Maksim Gorki se je zanj zavzel pred J. M. Sverdlovom. Po nekaterih virih naj bi Sverdlov dal Šklovskemu dokument o prekinitvi postopka proti njemu. Ob koncu leta 1918 se je odločil, da ne bo več  sodeloval v politiki. V začetku leta 1919 se je vrnil v Petrograd poučevat literarno teorijo na Fakulteti za umetniško prevajanje v peterburškem zavodu Vsemirnaja literatura. 
Udeležil se je ruske državljanske vojne. Kot rdečearmejec je sodeloval v bitkah pri Aleksandrovsku, Hersonu in Kahovki. V Petrograd se je vrnil 9. oktobra 1920. Bil je izbran za profesorja na Ruskem inštitutu za umetnostno zgodovino. Leta 1921 in 1922 je aktivno objavljal v časopisih Peterburg, Dom iskusstv, Knižnyj ugol. Leta 1922 so se začele aretacije revolucionarjev in 4. marca 1922 je v begu pred aretacijo odpotoval preko Finske do Nemčije. Njegova žena je kot talka pristala v zaporu. Od aprila 1922 do junija 1923 je živel v Berlinu, kjer je objavil knjigo spominov Sentimental'noe puteshestvie, vospominaniia (1923),  namigujoč na naslov knjige A Sentimental Journey Through France and Italy (1768) Laurenca Sterna, ki ga je občudoval in po katerem se je zgledoval.  V istem letu mu  je bila dovoljena vrnitev v Sovjetsko zvezo, tudi zaradi pritožbe na sovjetske oblasti, kar je vključil na zadnje strani svojega pisemskega romana Zoo ali Pisma ne o ljubezni. Bil si je blizu s futuristi — Hlebnikovim , Kručonihom in Majakovskim. Komentarji o Moskvi v knjigi O Majakovskom in v knjigi Žili-byli: Vospominanija, memuarnye zapisi, povesti o vremeni prikazujejo realno sliko življenja moskovskih izobraženih umetnikov. 
Prejel je več državnih odlikovanj, med njimi Križ sv. Jurija 4. razreda. Pokopan je na Kuncevskem pokopališču v Moskvi.

## Družina
Oče je bil judovskega rodu, profesor matematike, kasneje profesor topništva in mati rusko — nemškega rodu. Njegov stric Isaak Vladimirovič Šklovski (1864—1935) je bil novinar, kritik in etnograf. Starejši brat je postal filolog, profesor francoščine na semenišču v Sankt Peterburgu, bil je v Svetu pravoslavne skupnosti v Sankt Peterburgu, nekajkrat je bil aretiran in bil leta 1937 ustreljen. Drugi brat je bil leta 1918 ustreljen. Sestra je umrla od lakote v Sankt Peterburgu leta 1919. Njegova  prva soproga Vasilisa Georgijevna Šklovskaja-Kordi (1890—1977) je bila umetnica. V zakonu sta se jima rodila sin Nikita Viktorovič Šklovski-Kordi (1924—1945), ki je umrl v vojni, ter hči Varvara Viktorovna Šklovska-Kordi (r. 1927), ki je fizičarka. Njegova druga soproga (od 1956) je bila Serafima Gustavovna Suok.

## Delo
Na pisanje Šklovskega so najbolj vplivala dela Tolstoja in Dostojevskega.  Poleg literarne kritike in biografij o avtorjih (npr. Laurenca Sterna, Leva Tolstoja, Vladimirja Vladimiroviča Majakovskega) je pisal napol avtobiografska dela, ki so  služila  kot eksperiment pri pisanju literarne teorije, zgodovinske romane, teoretična dela o filmu in scenarije. Vplival je na dela  Mihaila Bahtina.
Najbolj je poznan po konceptu potujitve (rus. остранение) v literaturi. Koncept je razložil v eseju Umetnost kot postopek leta 1917 in za umetniška razglasil tista dela, ki so nastala s postopkom, ki našim vsakodnevnim, avtomatiziranim zaznavam vrne občutek živosti in nam omogoča, da stvari vidimo zunaj njihovega običajnega konteksta. Čudenje in koncept potujitve sta postala temeljni vrednoti literarnega besedila, ki se tako od drugih besedil loči prav po posebnem načinu organizacije jezika.  V pripovedoslovju je uvedel razlikovanje med fabulo in sižejem, pri čemer se fabula nanaša na kronološko zaporedje dogodkov, siže pa na njihovo edinstveno umetniško oblikovanje. Zgradba romana je glede na obliko lahko stopničasta, verižna, prstanasta, vzporedna ... V slovenščino je bilo 2010 prevedeno delo Teorija proze.

### Literarna teorija
- Voskrešenije slova (1914),
- 'Tristram Shandy' Sterna i teorija romana (1921),
- O teorii prozy (1925),
- Tehnika pisatel'skogo remesla (1927),
- Tetiva. O neshodstve shodnogo (1970),
- O teorii prozy (1983),
- O poezii i zaumnom jazyke.

### Članki in zborniki
- Svincovyj žrenij (1914), pesniški zbornik,
- Literatura i kinematograf (1923), zbornik,
- Gamburgskij sčet (1928),
- Dnevnik, 1939, zbornik člankov,
- Za sorok let. Statji o kino (uvod. čl. M. Blejmana) (1965), zbornik člankov in raziskav,
- Istoričeskije povesti i rasskazy (1958), zbornik,
- Dostojevski (1971), članek,
- Za 60 let. Raboty o kino, zbornik člankov in raziskav,
- Iskusstvo kak prijem, članek.

### Romani in pripovedi
- Razvertyvanije sjužeta (1921),
- Zoo, or Letters Not About Love  (1923),
- Iprit (v sodelovanju z Vsevolodom Ivanovim, 1925), fantazijski roman,
- Tretja Fabrika (1926), avtobiografski roman,
- Udači i poraženija Maksima Gor'kogo (1926),
- Pjat' čelovek znakomyh (1927),
- Matvej Komarov, žitel' goroda Moskvy (1929), roman,
- Čulkov i Levšin (1933),
- Minin i Požarskij (1940), zgodovinska pripoved,
- Vstreči (1944),
- Povesti o proze. Razmyšlenija i razbory (1966), ki temeljni na njegovih starejših delih:
  - Hudožestvennaja proza. Razmyšlenija i razbory (1961),
  - Zametki o proze russkih klassikov (1953),
  - Za i protiv. Zametki o Dostojevskom (1957),
  - Zametki o proze Puškina (1937),
- Energija zabluždenija (1981),
- O masterah starinnyh, zgodovinska pripoved.

### Spomini
- O Majakovskom (1940), spomini,
- Revolucija i front (1921), spomini,
- Sentimental'noje putešestvije, spomini.

## Film
Šklovski je bil eden od zgodnejših piscev o filmu. Zbirka njegovih esejev in člankov o filmu z naslovom Književnost in kinematografija je bila objavljena leta 1923. Bil je tesen prijatelj režiserja Sergeja Eisensteina, leta 1975 je objavil obsežno kritično oceno njegovega življenja in dela.
Leta 1920 in 1970 je bil scenarist pri številnih sovjetskih filmih (tudi v soavtorstvu), toda ta del njegovega življenja in dela je zelo malo znan. V knjigi Tretja fabrika razmišlja o svojem delu v filmu. 

#### Nemi film
- Krylja holopa, 1926,
- Po zakonu, 1926 (filmska upodobitev romana Jacka Londona),
- Predatelj, 1926, režiser – Abram Room,
- Tretja Meščanskaja, 1927, režiser – Abram Room,
- Uhaby, 1927, režiser – Abram Room,
- Jevrei i zemlja, 1927 (dokumentarni film),
- Ledjanoj dom, 1927 (filmska upodobitev romana Ivana Lažečnikova),
- Dva bronevika, 1928,
- Dom na Trubnoj, 1928, režiser - Boris Barnet, gl. vloga – Vera Mareckaja, scenarij – skupaj z  Erdmanom in drugimi,
- Kazaki , 1928,
- Ovod , 1928,
- Kapitanskaja dočka, 1928,
- Poslednij atrakcion, 1928,
- Turksib, 1929 (dokumentarni film)
- Amerikanka , 1930,
- Otčim , 1930.

#### Zvočni film
- Molodež' pobeždaet , 1928,
- Mertvyj dom, 1932 (filmska upodobitev dela F. Dostojevskega)
- Gorizont, 1932, režiser – L.V. Kulešov,
- Minin i Požarskij, 1939, režiser – V. I. Pudovkin (filmska upodobitev knjige Šklovskega),
- Ališer Navoi, 1947,
- Daljekaja nevesta, 1948,
- Čuk i Gek, 1953,
- Ovod, 1955,
- Kazaki, 1961, režiser – Vasilij Pronin,
- Tri tolst'aka, 1963 (animirani film),
- Skazka o zolotom petuške, 1967 (animirani film),
- Ballada o Beringe i jego druzjah, 1970.